# Maskarada (film)
Maskarada – polski film psychologiczny z 1986 roku.

## Opis fabuły
Michał Barczewski wielki aktor po wielu latach nieobecności wraca na scenę. W rozmowie z dziennikarzem Janem Łaskim opowiada historię Jacka Burdy – młodego aktora, który zagrał swoją śmierć. Grając w musicalu Mistrz sportu Burda został wybrany aktorem roku. Wprost z planu przybywa do radia na wywiad w audycji Fakty i takty. Jego nonszalancja i zarozumiałość wywołują niechęć u jego znajomych. Padają pytania o stosunek Jacka do swojego mentora – Michała Barczewskiego, który definitywnie zakończył karierę aktorską. Burda zaczyna stylizować się na Jamesa Deana i mieszka z reżyserem Jerzym Wolfem. Gra główną rolę w musicalu według Witkacego. Mieszkający w domu w lesie Barczewski wraz z Lolą pracują nad jego debiutem dramatycznym Śmierć artysty w lesie. Jacek próbuje spotkać się ze swoim mentorem, ale nikt nie chce mu go przekazać. Ostatecznie znajduje leśną chatę i zostaje zaproszony do gry cytatami Witkacego. Następuje otwarcie Teatru Młodego Aktora, który ma prowadzić Jacek. Po oficjalnej uroczystości aktor udaje się do Michała. Grają jego tekst pod wpływem narkotyków. Ranem zostaje znaleziony z podciętym gardłem.

## Główne role
- Bogusław Linda – Jacek Burda
- Zbigniew Zapasiewicz – Michał Barczewski
- Teresa Budzisz-Krzyżanowska – Lola, była żona Jerzego Wolfa, aktorka współpracująca z Michałem Barczewskim
- Adrianna Biedrzyńska – Ewa, partnerka Jerzego Wolfa
- Jadwiga Jankowska-Cieślak – Zosia, realizatorka audycji Fakty i takty, była żona Michała Barczewskiego
- Piotr Fronczewski – minister
- Andrzej Zaorski – szef kabaretu
- Barbara Burska – Monika, żona „odpowiedzialnego”
- Wiesława Mazurkiewicz – pani profesor
- Tadeusz Borowski – „odpowiedzialny”
- Władysław Kowalski – Jerzy Wolf, reżyser Maskarady
- Piotr Machalica – Włodzio, asystent reżysera filmu Mistrz sportu, współpracownik Michała Barczewskiego
- Marian Opania – Krzysztof, reżyser filmu Mistrz sportu
- Witold Skaruch – francuski producent filmowy
- Marcin Troński – Jan Łaski, dziennikarz radiowy, autor audycji Fakty i takty
- Maria Robaszkiewicz – młoda aktorka
- Grażyna Wolszczak – Julka, młoda aktorka
- Dariusz Biskupski – Kazio, młody aktor
- Piotr Kozłowski – młody aktor
- Krzysztof Stelmaszyk – Marek, młody aktor
- Paweł Szczęsny – młody aktor
- Tomasz Taraszkiewicz – młody aktor
- Grzegorz Wons – Stefan, młody aktor
- Monika Orłoś – Hanka, „europejska gwiazda”

## Plenery
- Warszawa, Dęblin, Grabów Szlachecki, Otwock.